# Albina du Boisrouvray
Pour les articles homonymes, voir Boisrouvray.
Albina du Boisrouvray est une journaliste et productrice française, fondatrice de FXB Global, née le 2 juillet 1941 à Neuilly-sur-Seine.

## Biographie

### Origines
Albina Simone Marie de Jacquelot du Boisrouvray naît le 2 juillet 1941 à Neuilly-sur-Seine, dans le département de la Seine, à l'Hôpital américain.
Elle est la fille unique du comte Guy de Jacquelot du Boisrouvray (1903-1980), cousin germain du prince Rainier III de Monaco, et de Luz Mila Patiño Rodríguez (1909-1958), dont la famille fit fortune dans l’étain en Bolivie,.
Sa grand-mère paternelle, Joséphine de Polignac (1882-1976), est l'une des sœurs du comte Pierre de Polignac, devenu le prince Pierre de Monaco, duc de Valentinois (1895-1964).
Le père d'Albina du Boisrouvray, saint-cyrien, fut résistant pendant la Seconde Guerre mondiale. Il possédait le yacht construit par Camper & Nicholsons, Miguy III, enregistré au Yacht Club de Monaco et avec lequel il a parcouru le monde. Lui et son épouse possédaient aussi à Genève, l'hôtel Bristol, et une collection de manuscrits anciens, offerte à la Bibliothèque nationale de France.

### Enfance et études
Albina du Boisrouvray est élevée au Plaza Hotel de New York par une nourrice, fréquente les palaces, une pension anglaise et un établissement privé à Neuilly-sur-Seine. Si elle grandit dans un environnement très privilégié, elle manque d'affection de la part de ses parents.
Elle étudie la psychologie et la philosophie à La Sorbonne.
Riche héritière, elle évolue dans le milieu de la jet set, tout en s'intéressant aux idées écologistes et anarchistes, « contradictions qu'elle assume sans ciller » note la journaliste Anne Fulda.

### Vie privée
De son mariage en 1960 à Chermignon, dans le canton du Valais, avec l'homme d'affaires suisse Bruno Bagnoud (né en 1935 et mort en 2022), président d'Air-Glaciers (compagnie d'aviation valaisanne spécialisée dans les secours en montagne), elle a donné naissance à un fils, François-Xavier Bagnoud,, mort en 1986 en pilotant l'hélicoptère dans lequel se trouvait notamment le chanteur Daniel Balavoine.
Elle épouse en 1971 le producteur de films français Georges Casati,. 

### Activités professionnelles

#### Productrice
De 1969 à 1986, Albina se consacre à la production cinématographique à travers la maison de production qu’elle a créée : Albina Productions. En dix-sept ans, sa société produit vingt-deux films :
- 1968 : Une histoire immortelle, téléfilm d'Orson Welles
- 1970 : 36, le grand tournant, en tant que productrice pour Pathé, d'Henri de Turenne ;
- 1971 : Bof... Anatomie d'un livreur de Claude Faraldo ;
- 1972 : Paulina 1880 de Jean-Louis Bertuccelli ;
- 1972 : Les Zozos premier film de Pascal Thomas[7] ;
- 1973 : Charlie et ses deux nénettes de Joël Séria ;
- 1973 : Belle d'André Delvaux ;
- 1973 : Projection privée de François Leterrier ;
- 1973 : La Chute d'un corps de Michel Polac ;
- 1973 : La Fille au violoncelle d'Yvan Butler ;
- 1974 : France société anonyme d'Alain Corneau ;
- 1974 : Les Gaspards de Pierre Tchernia ;
- 1975 : L'important c'est d'aimer d'Andrzej Żuławski[7] ;
- 1976 : Police Python 357 d'Alain Corneau[7] ;
- 1977 : Une femme à sa fenêtre de Pierre Granier-Deferre ;
- 1978 : Je suis timide mais je me soigne de Pierre Richard ;
- 1978 : Cause toujours... tu m'intéresses ! d'Édouard Molinaro ;
- 1979 : Confidences pour confidences de Pascal Thomas ;
- 1980 : Ma blonde, entends-tu dans la ville ? de René Gilson ;
- 1981 : Une affaire d'hommes de Nicolas Ribowski ;
- 1982 : Josepha de Christopher Frank ;
- 1984 : Fort Saganne d'Alain Corneau[7].

#### Actrice
- 1976 : Si c'était à refaire de Claude Lelouch : la jolie femme
- 1978 : Va voir maman, papa travaille de François Leterrier : Christine
- 1981 : Une robe noire pour un tueur de José Giovanni : l'amie de Florence

### Activités humanitaires
Le 14 janvier 1986, l'hélicoptère que pilotait son fils François-Xavier Bagnoud dans le cadre du Rallye Dakar est pris dans une tempête de sable au Mali et s’écrase sur une dune. À bord se trouvent également le chanteur Daniel Balavoine, Thierry Sabine, le créateur du Rallye Dakar, Nathalie Odent, une journaliste, et Jean-Paul Le Fur, technicien, opérateur radio : tous les occupants sont tués.
Deux ans après la mort de son fils, elle vend son entreprise de production cinématographique ainsi que les trois quarts de ses biens personnels et s’engage à Médecins du monde aux côtés de Bernard Kouchner, avec qui elle partira en mission notamment au Liban.
En 1989, elle fonde l’association François-Xavier Bagnoud, une organisation non-gouvernementale aujourd'hui connue sous le nom de FXB Global dont la mission est de combattre la pauvreté et le sida et de soutenir les orphelins et les enfants vulnérables victimes de la pandémie,,.

## Décorations et prix

### Décorations
En 2001, elle est nommée au rang de chevalière dans l'ordre de la Légion d'honneur pour son travail innovateur dans les soins palliatifs à domicile. Puis, en 2016, elle est élevée au grade d'officière pour ses 27 ans de services au plus démunies.
En 1985, elle est nommée au rang de chevalière dans l'ordre national du Mérite et devient la première productrice cinématographique à recevoir l'ordre du Mérite. Le président Sarkozy, en 2009, l'a décorée de l'insigne d'officier et remerciée pour son travail avec son ONG FXB.
 Officière de l'ordre des Arts et des Lettres en 2011 par Frédéric Mitterrand, ministre de la Culture et de la Communication. (chevalière en 1985)

### Prix et titres
- 1985 : « Doctor of Humane Letters » de l'université du Michigan.
- 1996 : « John Harvard Fellow » de l'université Harvard.
- 1999 : prix spécial pour sa « Réponse à la crise des orphelins du sida » lors de la seconde conférence sur les stratégies globales de prévention et de transmission du sida de la mère à l'enfant à Montréal.
- 2002 : prix Nord-Sud du Conseil de l'Europe avec Xanana Gusmão, président du Timor oriental.
- 2003 : « Doctor of Human Letters » de l'université Rutgers (anciennement faculté de médecine et d'odontologie) du New Jersey.
- 2003 : « Life Time Contribution Award » en reconnaissance aux actions qu’elle mène dans l’ensemble des 35 États et Territoires de l’Union indienne.
- 2004 : « Thai Komol Keemthong Foundation Award of Outstanding Personality 2004 ».
- 2007 : la fédération nationale des clubs Convergences lui remet à Lyon un trophée pour la récompenser pour son engagement en faveur des orphelins et des enfants vulnérables affectés par le sida dans le monde.
- 2009 : prix spécial du jury BNP Paribas qui consacre les vingt ans de FXB International aux côtés des orphelins du sida et des enfants vulnérables.
- 2014 : le Kalinga Institute of Social Sciences (KISS) Award en Inde.
- 2017 : le Centre européen de musique à Bougival (Yvelines) inscrit son nom au sein de l’académie d’honneur constituée au nom des bienfaits thérapeutiques de la musique.
- 2019 :  prix d'excellence en diplomatie de santé publique globale en reconnaissance du remarquable travail accompli au Rajasthan depuis 1996.

## Ouvrage
- Le courage de vivre : Se rebeller, perdre l'essentiel, tout donner (préf. Daniel Rondeau), éditions Flammarion, 2 mars 2022, 480 p. (ISBN 978-2080251312)[6].